# Nalžovické Podhájí (hradiště)
Nalžovické Podhájí je pravěké a raně středověké hradiště u Nalžovic ve Středočeském kraji v okrese Příbram. Nachází se na ostrožně asi 600 metrů severovýchodně od vsi Nalžovické Podhájí a jeho pozůstatky jsou chráněny jako kulturní památka.

## Historie
Existence hradiště je považována za jistou už v eneolitu. Většina nalezených keramických zlomků umožňuje datovat druhou fázi osídlení od konce desátého do první poloviny jedenáctého století, kdy pravděpodobně tvořilo jeden z přemyslovských opěrných bodů, jehož provoz zajišťovalo několik služebných osad. Jediný zlomek keramiky, nalezený v těsné blízkosti hradby, pochází z pravěku, snad z období knovízské kultury.

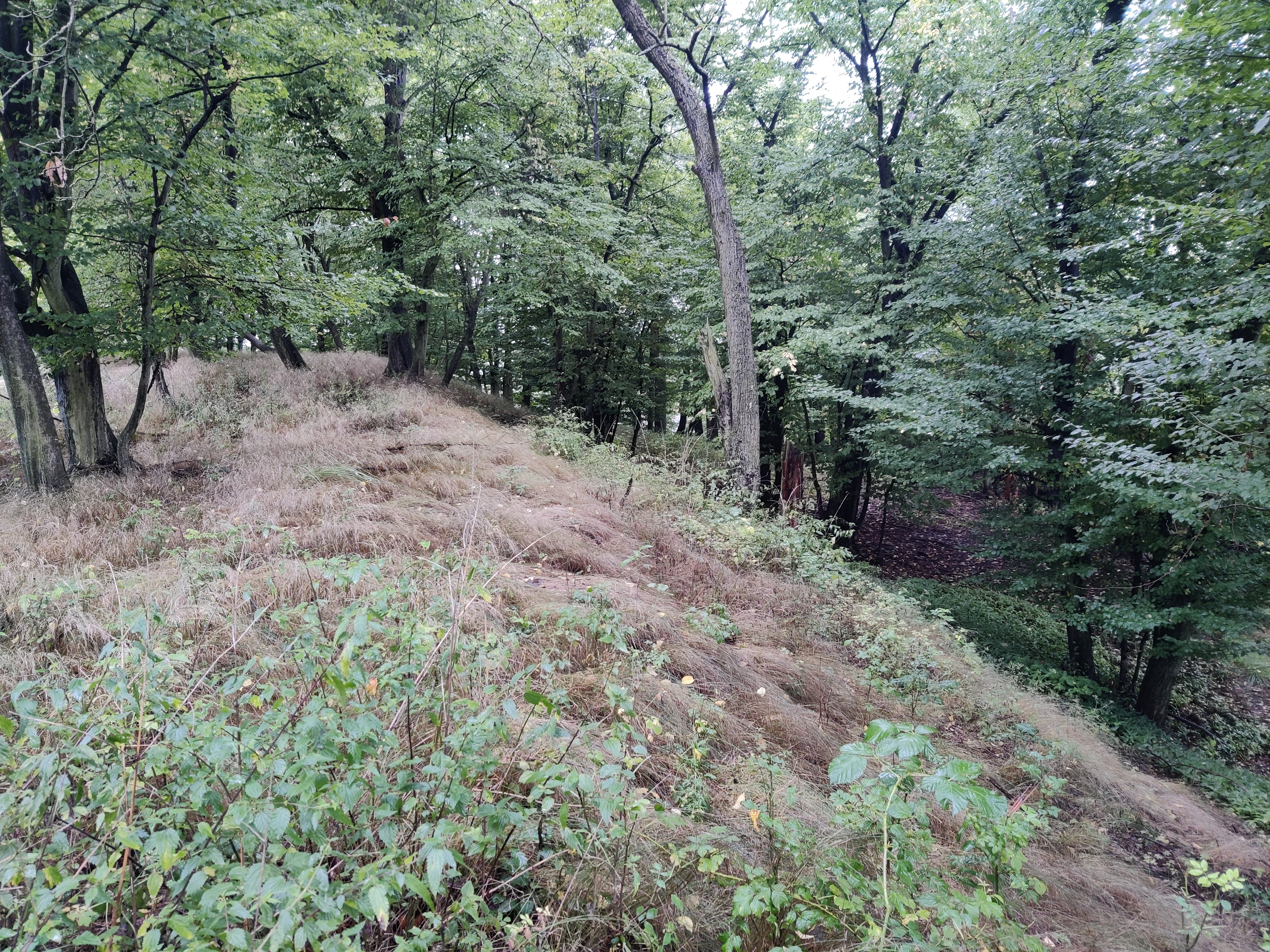
Mez na východní straně, zřejmě pozůstatek hradby

Malý archeologický výzkum hradiště vedla v roce 1950 Libuše Jansová, která při něm prozkoumala celkem 239 m², ale ne všechny sondy byly prozkoumány až na úroveň podloží.

## Stavební podoba
Ostrožna zvaná Na Hradě, Na Hradišti nebo Hradiště je součástí Benešovské pahorkatiny a její nadmořská výška dosahuje 378 metrů. Z východu ji obtéká potok Musík, do kterého zde vlévá menší přítok Loužek. Hradiště s rozlohou 1,4 hektaru se nachází ve vrcholové části ostrožny a jeho rozměry činí 180 × 105 metrů. Na severozápadní straně se mohlo nacházet předhradí, ale jeho případné opevnění není rozpoznatelné.
Opevnění hradiště bylo zkoumáno v severozápadní části. Tvořil je asi čtyři metry široký a jeden metr hluboký příkop. Pět metrů za příkopem stála dřevohlinitá hradba z dubových trámů zesílená čelní zdí z nasucho kladených kamenů, která v nejnižší úrovni dosahovala šířky 160–200 centimetrů. Velké množství uhlíků, opálených kamenů a propálené zeminy svědčí o zániku hradby v důsledku mohutného požáru. Z hradby se dochoval val v podobě strmé meze. Opevněny byly nejspíše i boční strany ostrožny chráněné strmými svahy, ale stopy po fortifikaci jsou na nich jen málo patrné. Na bocích ostrožny situaci navíc komplikuje množství terasovitých úprav svahů, které souvisí nejspíše s cestou do údolí.